# 藍鸚嘴魚
藍鸚嘴魚，為輻鰭魚綱鱸形目隆頭魚亞目鸚哥魚科的其中一種，分布於西大西洋區，從美國馬里蘭州至巴西里約熱內盧海域，棲息深度3-25公尺，體長可達120公分，棲息在珊瑚礁區，以藻類為食，可做為食用魚及觀賞魚，有雪卡魚中毒的報告。